# کنفرانس پوتسدام

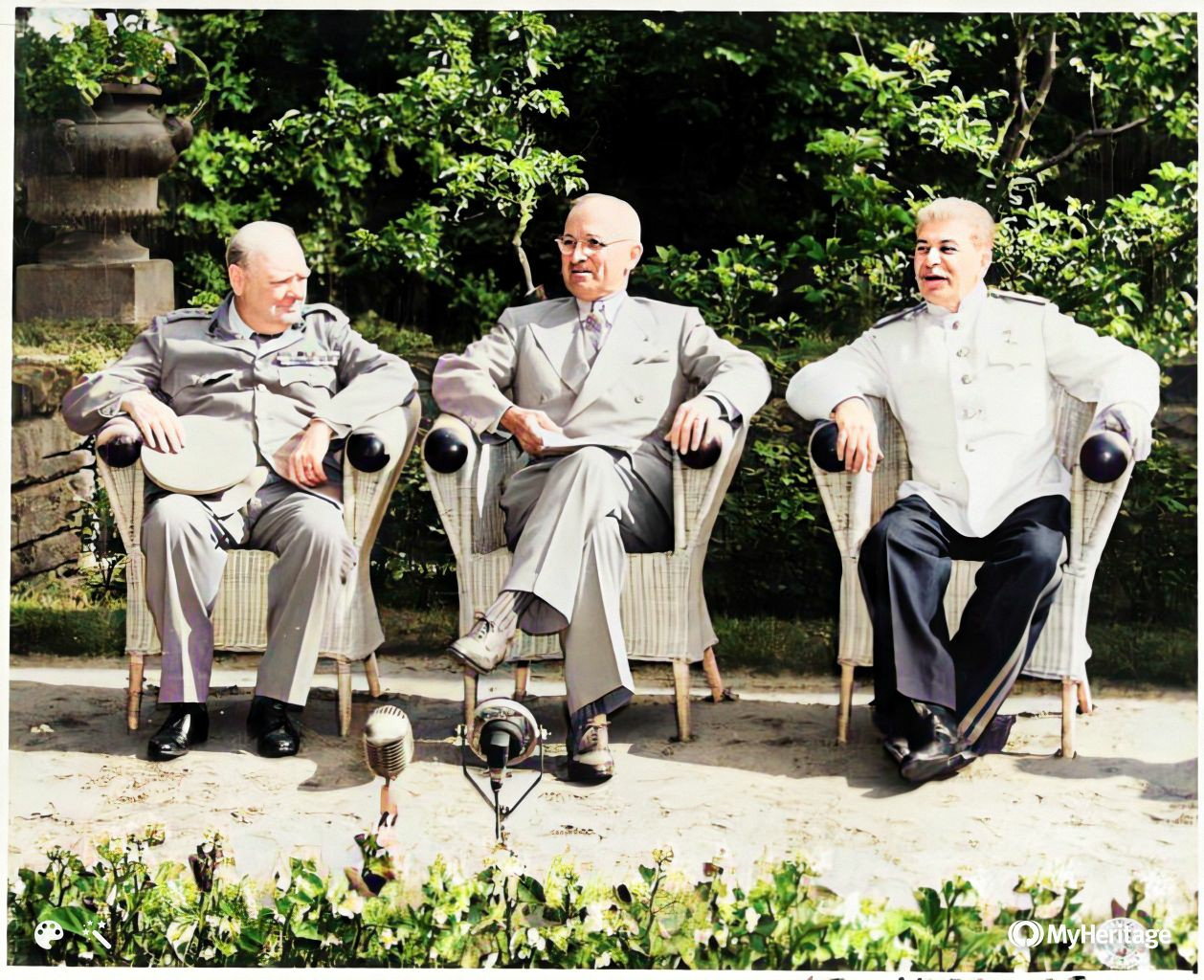
از راست به چپ: استالین، ترومن و چرچیل

کنفرانس پوتسدام (به انگلیسی: Potsdam Conference)(به آلمانی:Potsdamer Konferenz) در پوتسدام در منطقه تحت اشغال شوروی از ۱۷ ژوئیه تا ۲ اوت ۱۹۴۵ برگزار شد تا به سه متحد اصلی اجازه دهد تا صلح پس از جنگ را برنامه ریزی کنند و در عین حال از اشتباهات کنفرانس صلح پاریس در سال ۱۹۱۹ اجتناب کنند. شرکت کنندگان اتحاد شوروی، بریتانیا و ایالات متحده بودند. آنها به ترتیب توسط رهبر شوروی، جوزف استالین، نخست وزیران بریتانیا، وینستون چرچیل و کلمنت آتلی و رئیس جمهور ایالات متحده، هری اس. ترومن نمایندگی شدند. آنها گرد هم آمدند تا درباره نحوه اداره آلمان که ۹ هفته قبل با تسلیم بی‌قیدوشرط موافقت کرده بود، تصمیم بگیرند. اهداف این کنفرانس همچنین شامل برقراری نظم پس از جنگ، حل مسائل مربوط به معاهده صلح و مقابله با آثار جنگ بود.

## روند کنفرانس
در این کنفرانس، هری ترومن که پس از درگذشت فرانکلین روزولت، رئیس‌جمهور ایالات متحده شده بود، برای اولین بار با سایر سران متفقین ملاقات کرد. در میانه کار همین کنفرانس بود که به ترومن خبر داده شد، بمب اتمی با موفقیت آزمایش شده که وی نیز تصمیم به استفاده از آن علیه ژاپن گرفت.
همچنین در میانه کنفرانس، با شکست حزب محافظه کار در انتخابات پارلمانی، نخست‌وزیری چرچیل پایان یافت و کلمنت اتلی، نخست‌وزیر جدید بریتانیا از حزب کارگر در ادامه مذاکرات جایگزین او شد.

## مفاد توافق
در این کنفرانس تصمیم نهایی بر سر تقسیم آلمان به چهار منطقه اشغالی اتخاذ شد. 

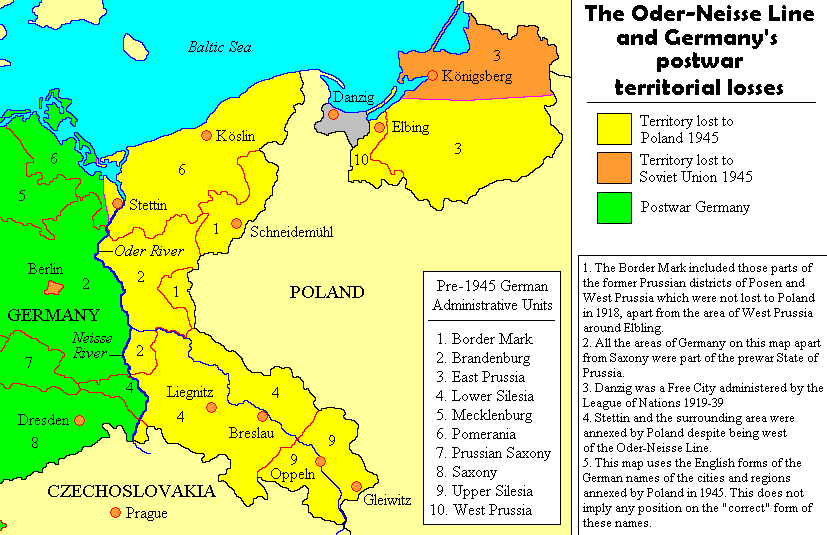
مرز اودر-نایسه

همچنین در این کنفرانس توافقنامه‌هایی در مورد نحوه برخورد با آلمان شکست خورده ایجاد شد، از جمله اینکه بخشی از غرامت جنگی شوروی از آلمان به صورت کار اجباری آلمانی‌ها باشد. قرار شد خلع سلاح و نازی‌زدایی در این کشور به صورت کامل صورت پذیرد و سیستم عدم تمرکز و دموکراسی در این کشور معمول شود. هر کدام از طرف‌های پیروز می‌توانستند غرامت جنگی را از منطقه تحت اشغال خود (که در کنفرانس یالتا تعیین شده بود) دریافت بکنند.
تغییرات مرزی در لهستان (از جمله الحاق بخش بزرگی از شرق لهستان به شوروی و در مقابل الحاق مناطقی از آلمان به لهستان بدون در نظر گرفتن دیدگاه لهستانی‌ها) و برخی دیگر از کشورهای اروپای شرقی به تصویب متفقین رسید و نیز بر خروج نیروهای متفقین از کشور ایران تأکید شد.

## پیوندهای وابسته
- مرز اودر-نایسه

## نگارخانه

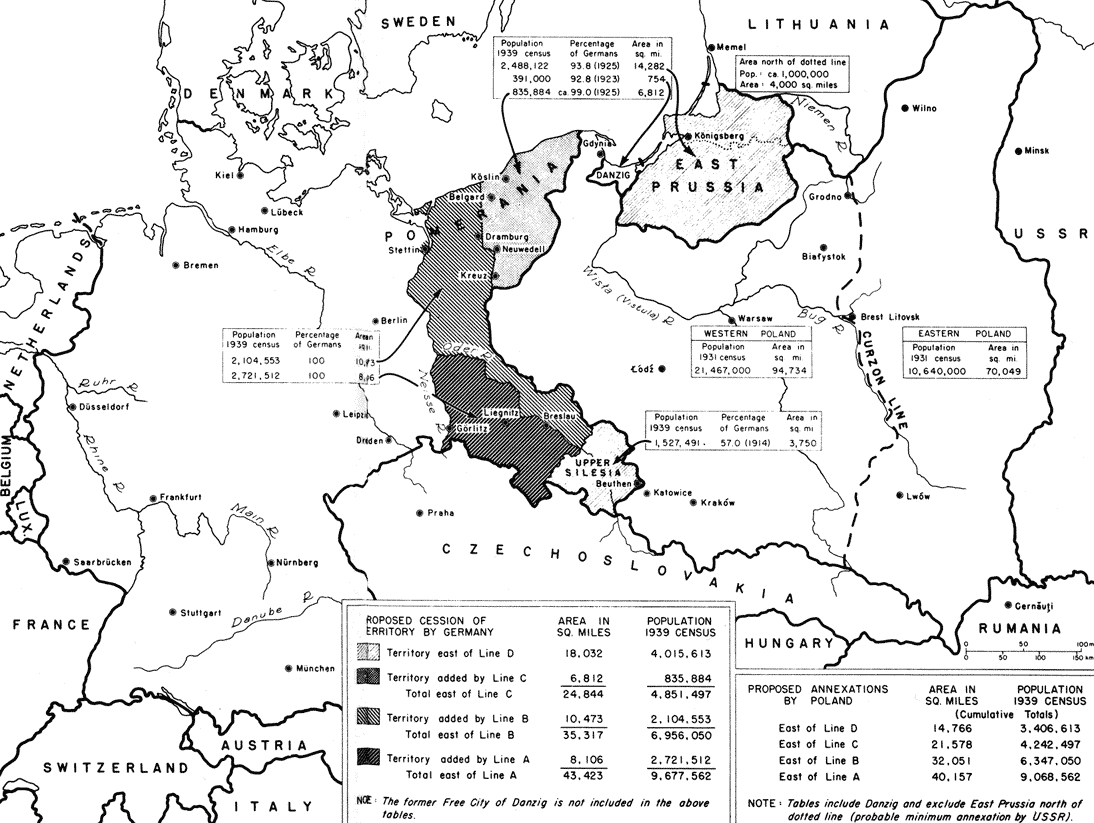
منطقه جابجایی یا Vertreibungsgebiet
خط کرزن
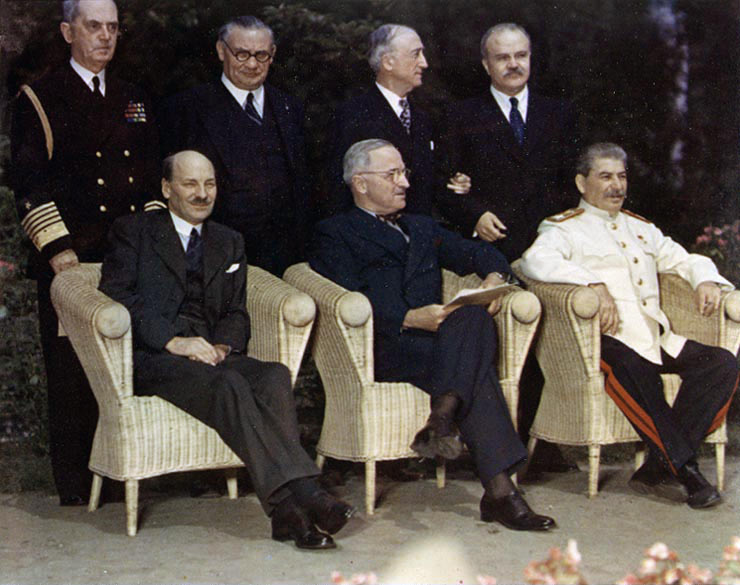
از چپ به راست: کلمنت اتلی، هری ترومن و استالین در کنفرانس پوتسدام، ژوئیه ۱۹۴۵